# تلمبة شركة كشاورزي (مشيز بردسير)
تلمبة شرکة کشاورزي (بالفارسية: تلمبه شرکت کشاورزی) هي مستوطنة تقع في إيران في كرمان. يقدر عدد سكانها بـ 16 نسمة بحسب إحصاء 2016.